# Royal Greenland
Royal Greenland est une entreprise de pêche qui opère au Groenland, dont le siège est basé à Svenstrup, au Danemark.
La compagnie a été créée en 1774 par les autorités coloniales danoises.
Elle possédait au Groenland plusieurs usines, qui ont été fermées à la fin des années 2000 pour des questions de rentabilité. Ces usines étaient au centre de l'activité de plusieurs villages.